# Hansten

Hansten är en ö i Ornö socken, Haninge kommun.
Ön bestod tidigare av två, Stora och Lilla Hansten, som nu är sammanvuxna. Den fick sin första fasta befolkning 1828 då Carl Fredrik Söderman kom hit från Ornö och bosatte sig. Jordbruket lades ned på 1920-talet och byggnaderna revs under 1930- och 1940-talen. Ön är numera naturreservat.